# Circuit des Ardennes (kolarstwo)
Circuit des Ardennes – francuski kolarski wyścig wieloetapowy, rozgrywany od 1930 na obszarze departamentu Ardeny w kwietniu. Od 2005 należy do cyklu UCI Europe Tour i posiada kategorię 2.2.

## Zwycięzcy
Opracowano na podstawie:
| Rok  | Pierwsze         | Drugie              | Trzecie               |
| ---- | ---------------- | ------------------- | --------------------- |
| 2016 | Olivier Pardini  | Baptiste Planckaert | Reidar Borgersen      |
| 2017 | Jhonatan Narváez | Maxime Vantomme     | Julien Antomarchi     |
| 2021 | Lucas Eriksson   | Leon Heinschke      | Matej Zahálka         |
| 2022 | Lucas Eriksson   | Reuben Thompson     | Dominik Neuman        |
| 2023 | Mathias Bregnhøj | Matej Zahálka       | Thibaud Gruel         |
| 2024 | Joseph Blackmore | Mathias Bregnhøj    | Tijmen Graat          |
| 2025 | Brady Gilmore    | Jarno Widar         | Patrick Boje Frydkjær |